# Josip Šimić
Josip Šimić (Zagreb, 16 september 1977) is een Kroatisch gewezen betaald voetballer. Hij speelde in België drie seizoenen voor Club Brugge. Hij is ook een oud-international en het jongere broertje van Dario Šimić die tevens een Kroatisch gewezen betaald voetballer is. Hoewel Šimić het Kroatisch voetbalelftal vertegenwoordigde, kon Šimić ook uitkomen voor het voetbalelftal van Bosnië en Herzegovina, vanwege zijn Bosnische wortels.

## Carrière
Josip Šimić begon zijn carrière bij ONS Hitrec - Kacijan, de jeugdschool van Dinamo Zagreb. Nadien speelde hij even voor NK Slaven Belupo alvorens zijn debuut te maken in het eerste elftal van Dinamo Zagreb. In die periode werd hij ook voor de eerste geselecteerd voor de nationale ploeg van Kroatië.
In september 2000 trok de aanvaller naar het Club Brugge van trainer Trond Sollied. Op 10 september 2000 maakte hij zijn debuut bij Brugge tegen AA La Louviere wat eindigde in 3-0 winst voor Brugge. Veel kwam hij in eerste instantie niet aan spelen toe. De trainer gaf de voorkeur aan Andrés Mendoza en Sandy Martens. Een jaar later kwam daar nog eens de concurrentie van Rune Lange bij, maar de Kroaat kreeg toen wel meer speelkansen. Op het einde van het seizoen werd hij voor een jaar uitgeleend aan het Griekse Aris Saloniki. Nadien keerde hij terug naar Brugge, waar hij vanaf dan nog amper van de bank kwam.
Hij voetbalde nadien nog voor onder meer het Zuid-Koreaanse Ulsan Hyundai FC en het Oostenrijkse FC Kärnten. Daarna vertrok Šimić weer terug naar zijn vaderland, waar hij zijn carrière beëindigde bij de Kroatische club NK Varteks Varaždin vanwege vele blessures.

## Statistieken

### Internationale wedstrijden
| #                                    | Datum      | Wedstrijd            | Uitslag | Soort Wedstrijd      | Goals |
| ------------------------------------ | ---------- | -------------------- | ------- | -------------------- | ----- |
| 1.                                   | 13-06-1999 | Kroatië - Egypte     | 2-2     | Vriendschappelijk    | 0     |
| 2.                                   | 16-06-1999 | Kroatië - Mexico     | 2-1     | Vriendschappelijk    | 1     |
| 3.                                   | 19-06-1999 | Zuid-Korea - Kroatië | 1-1     | Vriendschappelijk    | 0     |
| 4.                                   | 21-08-1999 | Malta - Kroatië      | 1-2     | EK Kwalificatie 2000 | 0     |
| 5.                                   | 04-09-1999 | Kroatië - Ierland    | 1-0     | EK Kwalificatie 2000 | 0     |
| 6.                                   | 09-10-1999 | Kroatië - Servië     | 2-2     | EK Kwalificatie 2000 | 0     |
| 7.                                   | 26-04-2000 | Oostenrijk - Kroatië | 1-2     | Vriendschappelijk    | 0     |
| Totaal                               | Totaal     | Totaal               | Totaal  | Totaal               | 1     |
| Laatst bijgewerkt op 09-08-'11 14:03 |            |                      |         |                      |       |